# Nyamiko
Nyamiko är ett periodiskt vattendrag i Burundi.   Det ligger i provinsen Ruyigi, i den centrala delen av landet, 110 km öster om huvudstaden Bujumbura.
Omgivningarna runt Nyamiko är en mosaik av jordbruksmark och naturlig växtlighet. Runt Nyamiko är det ganska tätbefolkat, med 75 invånare per kvadratkilometer.